# マネー・ハニー (ベイ・シティ・ローラーズの曲)
「マネー・ハニー」 (Money Honey) は、1975年にベイ・シティ・ローラーズが世界的にヒットさた楽曲。このパワー・ポップの曲は、イギリスでは、いち早く1975年11月にシングルがリリースされ、全英シングル・チャートで最高3位となって、グループにとって8作目のトップ10入りシングルとなった。
アメリカ合衆国では、1976年に北米市場向けに出されたコンピレーション・アルバム『ロックン・ロール・ラブレター』からの先行シングルとして1976年1月ないし2月初めにリリースされ、4月3日付の『ビルボード』誌の Billboard Hot 100 のチャートで最高9位となった。「マネー・ハニー」は、ベイ・シティ・ローラーズにとって、1月3日付で首位となった「サタデー・ナイト」に続く、2枚目の全米トップ10入りヒット作であった。『キャッシュボックス』誌のチャートでは7位まで上昇した。これに続いたシングルで、アルバムのタイトル曲「ロックン・ロール・ラブレター」は、全米28位まで上昇した。
合衆国以上に、「マネー・ハニー」が大きなヒットとなっていた国々もあり、例えばオーストラリアでは3位、アイルランドでは4位まで上昇していた。最も人気が高かったのはカナダで、チャートの首位に1週立ち、1976年の年間チャートでも22位になった。
北米市場以外の地域で、この曲の初収録アルバムとなったのは、1976年秋にリリースされたアルバム『青春に捧げるメロディー (Dedication)』であった。

## チャート
| チャート（1975年-1976年）            | 最高位 |
| ------------------------------------ | ------ |
| オーストラリア (KMR)                 | 3      |
| カナダ (RPM) トップ・シングル        | 1      |
| ドイツ (Media Control Charts)        | 16     |
| アイルランド                         | 4      |
| ニュージーランド (Recorded Music NZ) | 11     |
| スウェーデン                         | 17     |
| イギリス 全英シングル・チャート      | 3      |
| アメリカ合衆国 Billboard Hot 100     | 9      |
| アメリカ合衆国 Cash Box Top 100      | 7      |

| チャート（1976年）        | 順位 |
| ------------------------- | ---- |
| オーストラリア            | 29   |
| カナダ                    | 22   |
| アメリカ合衆国 ビルボード | 92   |
| アメリカ合衆国 Cash Box   | 87   |